# Nenga pumila
Nenga pumila är en enhjärtbladig växtart som först beskrevs av Carl Ludwig von Blume, och fick sitt nu gällande namn av Hermann Wendland. Nenga pumila ingår i släktet Nenga och familjen Arecaceae.

## Underarter
Arten delas in i följande underarter:
- N. p. pachystachya
- N. p. pumila